# Natrium-kaliumpump

Figuren visar en natrium-kaliumpump. Pumpen är placerad i cellmembranet.

Natrium-kaliumpumpen är en proteinpump i djurs cellmembran som bidrar till att natrium har en högre koncentration utanför cellen än innanför, och kalium vice versa. Genom att använda sig av aktiv transport, kan proteinet flytta ut tre natriumjoner (Na+) och in två kaliumjoner (K+). På grund av att proteinet förflyttar jonerna över cellmembranet bildas det en koncentrationsgradient. Förflyttning av joner tar energi på grund av att den går emot diffusionskraften. Den aktiva transporten kräver energi från cellen, därför krävs det en adenosintrifosfat (ATP) vid varje förflyttning. För att utvinna energi från ATP sker det en hydrolys och en fosfatgrupp binds till pumpen. Natrium-kaliumpumparna använder sig av 10-40% av cellens ATP-produktion.

## Funktion
Pumparnas primära funktion är att skicka signaler. Cellen gör detta med hjälp av tre olika metoder, vilopotential, aktionspotential och refraktärperiod. Pumparna kan framförallt finnas på cellmembranet hos nervceller.
När cellen transporterar joner skapas det en negativ laddning. Denna skapas eftersom pumpen för ut tre natriumjoner (Na+) och in två kaliumjoner (K+). Vardera jonen har en positiv laddning, underskottet av positiva joner skapar en potentialskillnad på cirka -60mV. När cellen uppnått denna potentialskillnad befinner sig cellen i vilopotential. När ett cellmembran får en signal så öppnar sig natrium-kaliumpumpen, eftersom nervcellen befinner sig i en koncentrationsskillnad så kommer de utflyttade natriumjonerna (Na+) strömma in. Detta händer genom diffusion. När natriumjonerna (Na+) förflyttas in i cellen så skapas det en signal. Signalen som bildas kan nå upp till 30mV. Förändringen påverkar Na-K pumpen bredvid och signalen förs vidare. Denna process kallas för aktionspotential.
En tid efter det att en aktionspotential har skett måste cellen återställa koncentrationsgradienten. Denna period kallas refraktärperiod. Under denna tid kan cellen inte skicka en ny signal.
Vid det tillfälle att man skulle sticka sig i fingret skickas det en signal från nervcellen, signalen som skickas är alltid -30mV, det vill säga att den upplevda smärtan ökar inte av hur stor laddning signalen har. Den avgörande faktorn är hur stor nålen är och hur djupt den går. Styrkan av impulsen påverkas inte av hur stor irritationen är hos nervcellen.

## Mekanism

Figuren visar de fyra olika stegen som natrium-kaliumpumpen utför.

1. Tre natriumjoner (Na+) binder sig till proteinkomplexet.
2. ATP-molekylen binder till proteinet fosforylerar. En fosfor (P) binder sig till proteinkomplexet.
3. Den nya fosforatomen (P) som har bundits till proteinet skapar en förändring i proteinet som för natriumjonerna (Na+) över cellmembranet. Efter att proteinet har spjälkat av natriumjonerna (Na+) på utsidan av cellmembranet så binds det två kaliumjoner (K+).
4. Fosfor (P) släpps och proteinet gör en ny strukturell förändring. Två kaliumjoner (K+) släpps på insidan av cellmembranet.

### En vidare inblick i mekanismen
I steg ett av natrium-kaliumpumpens kedja binder tre natriumjoner (Na+) på den aktiva ytan av proteinet. tack vare att proteinet har en hög affinitet för natriumjoner (Na+) är det just dessa som binder till pumpen. När tre natriumjoner (Na+) har bundit sig till proteinkomplixet fosforesceras pumpen. Det innebär att en fosfatgrupp spjälkas av från en ATP och binder till natrium-kaliumpumpen. Denna reaktionen använder cellen för att utvinna energi. Proteinet undergår en förändring, en konformationsändring, som är en förändring i proteinets tredimensionella struktur. Konformationsändringen flyttar natriumjonerna (Na+) genom proteinet och gör att det skapas en ny aktiv yta. Den nya aktiva yta har en hög affinitet för kaliumjoner (K+). När proteinet spjälkat de tre natriumjonerna (Na+) binder den till sig två kaliumjoner (K+). När dessa två joner har bundit till proteinet släpps fosfatgruppen och det sker en konformationsändring. Proteinets nya struktur transporterar kaliumjonerna (K+) till insidan av cellmembranet. Kaliumjonerna (K+) spjälkas av och proteinet har en hög affinitet till natriumjoner(Na+).

## Upptäckt
Natrium-kaliumpumpen upptäcktes av Jens Christian Skou. 1997 fick han ett delat nobelpris för sin upptäckt. Skou tilldelades priset för "det först upptäckta jontransporterande enzymet, Na+, K+-ATPas".